# Bombla (gromada)
Bombla (do 30 XII 1959 Zdroje) – dawna gromada, czyli najmniejsza jednostka podziału terytorialnego Polskiej Rzeczypospolitej Ludowej w latach 1954–1972.
Gromady, z gromadzkimi radami narodowymi (GRN) jako organami władzy najniższego stopnia na wsi, funkcjonowały od reformy reorganizującej administrację wiejską przeprowadzonej jesienią 1954 do momentu ich zniesienia z dniem 1 stycznia 1973, tym samym wypierając organizację gminną w latach 1954–1972.
Gromadę Bombla z siedzibą GRN w Bombli utworzono 31 grudnia 1959 w  powiecie sokólskim w woj. białostockim, w związku z przeniesieniem siedziby GRN gromady Zdroje ze Zdrojów do Bombli i przemianowaniem gromady na gromada Bombla. Równocześnie, do gromady Bombla przyłączono część obszaru zniesionej gromady Ostra Góra (wsie Łosiniec i Łomy oraz kolonię Zastocze).
1 stycznia 1972 do gromady Bombla przyłączono wieś Sitkowo ze zniesionej gromady Białousy.
Gromada przetrwała do końca 1972 roku, czyli do kolejnej reformy gminnej.